# سيليكا مدخنة

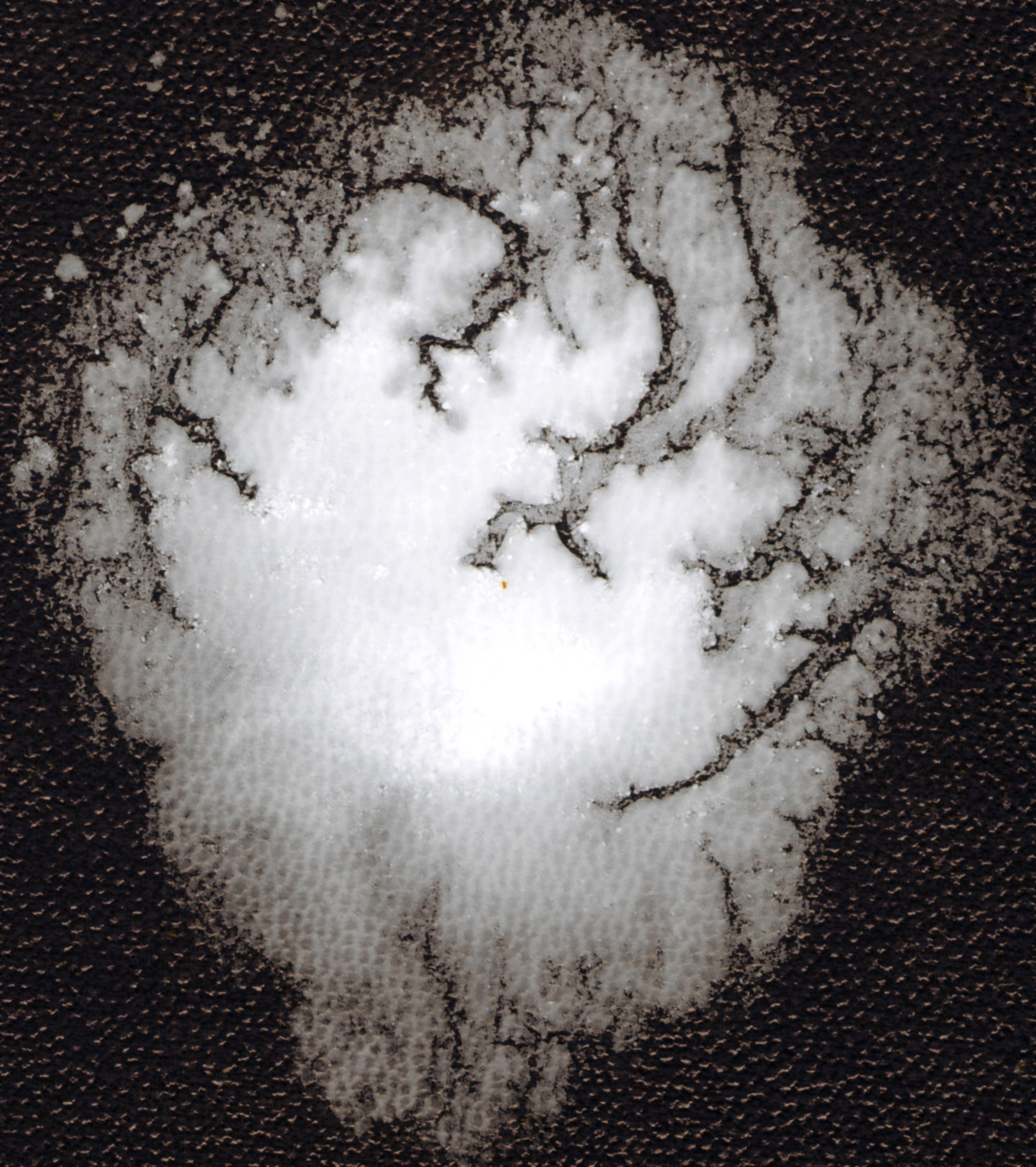
سيليكا مدخنة

السيليكا المُدَخَّنة (ملاحظة 1) هي نوع من أنواع السيليكا اللابلورية على شكل قطيرات ذات أبعاد ميكروئية؛ والتي تصنع بتدخين الرمل في اللهب لتنتج شبكة ثلاثية الأبعاد لجسيمات قادرة على التكتل على بعضها.
توجد السيليكا المدخنة في الشروط القياسية على شكل مسحوق منخفض الكثافة بشكل كبير، وله مساحة سطحية مرتفعة تصل إلى 130 م2/غ. كما تمتاز هذه المادة بلزوجتها المرتفعة وسلوطها المتميع، خاصة عند استخدامها ضمن المواد المثخنة أو ضمن المواد المالئة الداعمة.